# Marie Duplessis

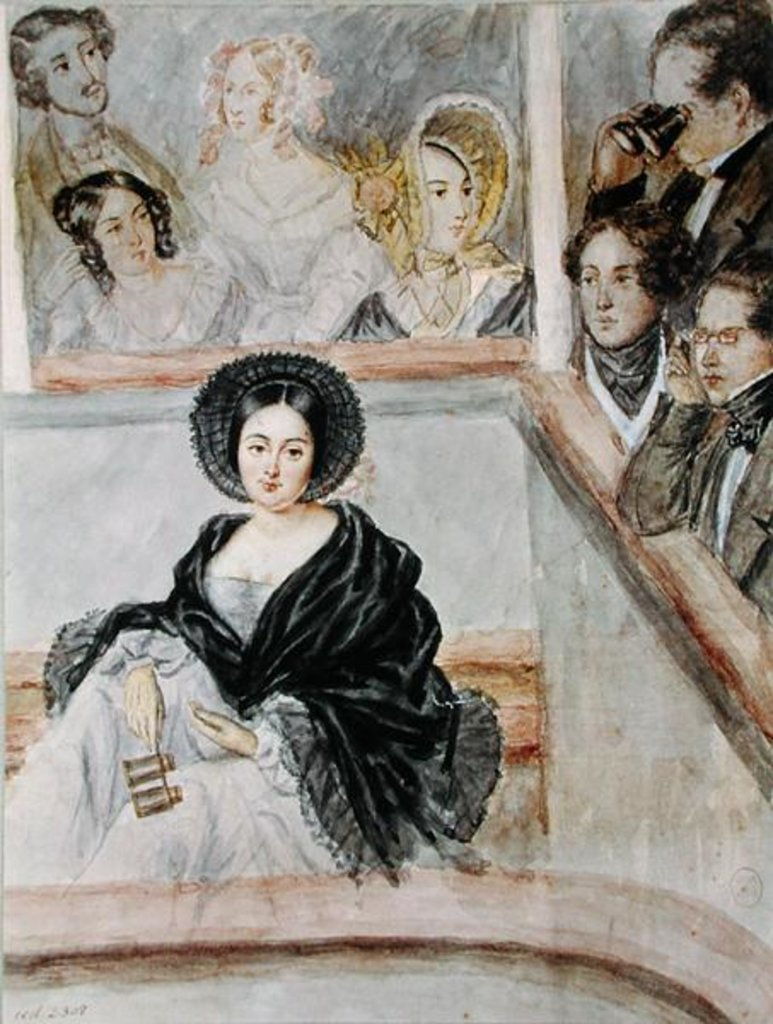
Marie Duplessis im Theater, von Camille Roqueplan

Marie Duplessis (* 15. Januar 1824 in Nonant-le-Pin, Département Orne; † 3. Februar 1847 in Paris; eigentlich Alphonsine Plessis) war eine französische Kurtisane. Sie war das historische Vorbild für die Roman- und Bühnengestalt Marguerite Gautier („Die Kameliendame“) von Alexandre Dumas d. J. und Giuseppe Verdis Violetta Valery (Oper „La traviata“).

## Leben
Alphonsine Plessis wurde am 15. Januar 1824 in einem kleinen Dorf in der Normandie geboren. Ihre Kindheit und frühe Jugend waren von großer Armut geprägt. In jungen Jahren arbeitete sie als Dienstmagd in einem Gasthaus, dann in einer Regenschirmfabrik.
Mit etwa 15 Jahren kam sie zu Verwandten nach Paris, wo sie sich zunächst als Wäscherin und Putzmacherin durchschlug, bis sie die Geliebte eines wohlhabenden Kaufmannes wurde, der ihr eine kleine Wohnung einrichtete und ihr einen bescheidenen Luxus ermöglichte.
Innerhalb kurzer Zeit wurde aus dem Bauernmädchen eine der begehrtesten und kostspieligsten Kurtisanen von Paris. Sie lernte Lesen und Schreiben, nahm Klavierunterricht, und galt schließlich als außerordentlich gebildet und belesen. Sie änderte ihren Namen, aus Alphonsine Plessis wurde Marie Duplessis. Zu ihren Liebhabern gehörten Alexandre Dumas d. J. und Franz Liszt, zu ihren engen Freunden Théophile Gautier und Jules Janin. Marie war berühmt für ihre außergewöhnliche Schönheit, ihre Eleganz, ihr Taktgefühl und ihren Stil. Angeblich kam niemand, der ihr zum ersten Mal begegnete, auf den Gedanken, eine Prostituierte vor sich zu haben. Marie hatte eine große Vorliebe für Blumen, vor allem für Kamelien. An 25 Abenden im Monat soll sie weiße, an den übrigen Abenden, wenn sie ihre Periode hatte, rote Blüten im Haar oder an ihrem Kleid getragen haben. Alexandre Dumas, der diese Eigenheit in seinen Roman übernahm, behauptete, niemand habe den Grund für diesen Farbenwechsel gekannt – eine Behauptung, die wohl kaum den Tatsachen entsprach, sondern einen Kunstgriff des Autors darstellte, um sein „intimes“ Verhältnis zur Protagonistin seines Werks hervorzuheben.
Im Januar 1846 heiratete Marie auf dem Standesamt im Londoner Stadtteil Kensington den 29-jährigen Grafen Édouard de Perregeaux, Sohn des französischen Grafen und Politikers Alphonse Perregaux. Marie litt an Tuberkulose und war bereits schwer krank. Trotzdem wurde ihr Leben nun wilder und ausgelassener als je zuvor. Ein knappes Jahr später, am 3. Februar 1847, starb sie in ihrer Wohnung am Boulevard de la Madeleine Nr. 11 in Paris. Sie wurde nur 23 Jahre alt.

## Nach ihrem Tod
Ihr Grab befindet sich auf dem Montmartre-Friedhof in Paris. Das kleine Grabmal mit den Worten „Ici repose Alphonsine Plessis“ ist auch noch über 170 Jahre nach ihrem Tod ständig mit Blumen geschmückt, die die Besucher dort niederlegen.

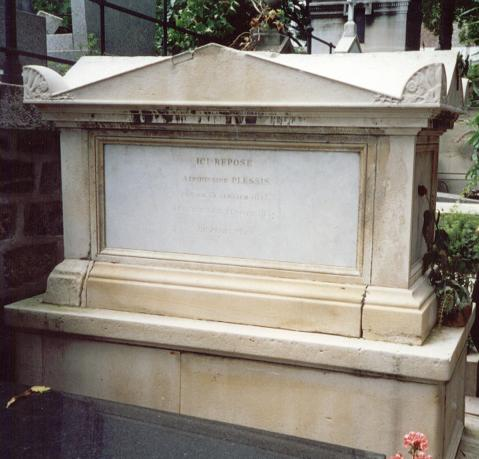
Grab auf dem Cimetière de Montmartre

Maries Tod erregte ein gewisses Aufsehen. Bei der Versteigerung ihres Nachlasses gab sich die gute und die weniger gute Gesellschaft von Paris die Klinke in die Hand. Théophile Gautier und Jules Janin widmeten ihr einen Nachruf. Der Schriftsteller Alexandre Dumas d. J., Sohn des Schöpfers der „Drei Musketiere“, setzte ihr mit seinem überaus erfolgreichen Roman „Die Kameliendame“, in dem er seine eigene Beziehung zu Marie verarbeitete, ein literarisches Denkmal. Aus diesem Roman, in dem er ihr den Namen „Marguerite Gautier“ gab, machte er einige Zeit später ein gleichnamiges Theaterstück, das im Jahre 1852 uraufgeführt wurde.
Der italienische Komponist Giuseppe Verdi kannte den Roman ebenso wie die Bühnenfassung und schuf die Oper „La traviata“, in der Marie den Namen „Violetta Valery“ erhielt und die 1853 in Venedig ihre Uraufführung erlebte.
Viel ist über Marie Duplessis gesagt und geschrieben worden, aber der vielleicht schönste und bewegendste Nachruf stammt von Franz Liszt: „Arme Mariette Duplessis“, soll er einmal gesagt haben, „wenn ich an sie denke, erklingt in meinem Herzen ein geheimnisvoller Akkord aus einer antiken Elegie“.

## Spielfilm
- 1981: Die Kameliendame (La Dame aux camélias), französisch-italienischer Film von Mauro Bolognini mit Isabelle Huppert als Marie Duplessis